# Callopanchax monroviae
Callopanchax monroviae är en fiskart som först beskrevs av Roloff och Ladiges 1972.  Callopanchax monroviae ingår i släktet Callopanchax och familjen Nothobranchiidae. IUCN kategoriserar arten globalt som sårbar. Inga underarter finns listade.